# Speedland
Albums de SPEED
Bridge
(27 nov. 2003) 4 Colors
(14 nov. 2012)
Lives par SPEED
Best Hits Live
(25 février 2004)
Singles
1. Ashita no Sora
Sortie : 12 novembre 2008

Speedland (écrit en capitales : SPEEDLAND), sous-titré The Premium Best Re Tracks, est un album compilation de titres de SPEED, ré-enregistrés par le groupe.

## Présentation
L'album, écrit, composé et produit par Hiromasa Ijichi, sort le 5 août 2009 au Japon sur le label Sonic Groove, cinq ans et demi après le précédent album du groupe, l'album live Best Hits Live. C'est son premier album depuis sa reformation définitive un an auparavant, après sa séparation en mars 2000 (il s'était reformé ponctuellement en 2001 et 2003 pour des concerts de charité avec quelques disques à la clé).
L'album sort également en édition limitée au format CD+DVD avec une pochette différente et incluant un DVD en supplément contenant des clips vidéo et making of.
Il atteint la 2e place du classement des ventes de l'Oricon, et reste classé pendant douze semaines. Il se vend moins que les albums sortis avant la séparation du groupe en 2000, mais mieux que les trois (dont deux live) sortis entre-temps.
Il contient quatorze titres, réenregistrés et réarrangés pour l'occasion (sauf un) : les chansons-titres des onze premiers singles du groupe sortis de 1996 à 1999 avant sa séparation, une de leurs "faces B" (également parue en album), une autre chanson tirée d'un album de 1999, et une seule chanson récente (Ashita no Sora sortie en single l'année précédente, la seule à ne pas avoir été réenregistrée). Les treize anciens titres étaient parus à l'origine sur un autre label, Toys Factory, ce qui pourrait être la raison de leur réenregistrement sur le nouveau label du groupe pour une question de droits.

## Liste des titres
Toutes les chansons sont écrites et composées par Hiromasa Ijichi, et ont été ré-enregistrées pour l'album (sauf n°2).
| CD    | CD                                                        | CD                                 | CD    | CD | CD | CD | CD | CD | CD |
| No    | Titre                                                     | Origine                            | Durée |    |    |    |    |    |    |
| ----- | --------------------------------------------------------- | ---------------------------------- | ----- | -- | -- | -- | -- | -- | -- |
| 1.    | Long Way Home                                             | 11e single / album Carry On My Way | 5:40  |    |    |    |    |    |    |
| 2.    | Ashita no Sora                                            | 15e single                         | 4:31  |    |    |    |    |    |    |
| 3.    | Body & Soul                                               | 1er single / album Starting Over   | 5:05  |    |    |    |    |    |    |
| 4.    | Steady (STEADY)                                           | 2e single / album Starting Over    | 5:17  |    |    |    |    |    |    |
| 5.    | Wake Me Up!                                               | 4e single / album Rise             | 5:21  |    |    |    |    |    |    |
| 6.    | Alive (ALIVE)                                             | 7e single / compilation Moment     | 5:12  |    |    |    |    |    |    |
| 7.    | White Love                                                | 5e single / album Rise             | 5:37  |    |    |    |    |    |    |
| 8.    | Snow Kiss                                                 | De l'album Carry On My Way         | 5:18  |    |    |    |    |    |    |
| 9.    | Breakin' Out to the Morning (Breakin' out to the morning) | 10e single / album Carry On My Way | 3:54  |    |    |    |    |    |    |
| 10.   | Nettaiya (熱帯夜)                                         | Face B du 4e single / album Rise   | 3:04  |    |    |    |    |    |    |
| 11.   | All My True Love (ALL MY TRUE LOVE)                       | 8e single / compilation Moment     | 5:23  |    |    |    |    |    |    |
| 12.   | Precious Time                                             | 9e single / album Carry On My Way  | 6:00  |    |    |    |    |    |    |
| 13.   | Go! Go! Heaven                                            | 3e single / album Starting Over    | 5:29  |    |    |    |    |    |    |
| 14.   | My Graduation (Unplugged) (my graduation ...)             | 6e single / album Rise             | 5:33  |    |    |    |    |    |    |
| 71:24 |                                                           |                                    |       |    |    |    |    |    |    |

| 1. | Wake Me Up! (music clip)                                                |  |
| 2. | Nettaiya (music clip) (熱帯夜 ...)                                      |  |
| 3. | Ashita no Sora (music clip) (あしたの空 ...)                            |  |
| 4. | Wake Me Up! (music clip Making)                                         |  |
| 5. | SPEED no "Warau Yoga Kôza" (SPEEDの「笑うヨガ講座」))                   |  |
| 6. | Nettaiya (music clip Making) (熱帯夜 ...)                               |  |
| 7. | Cameraman Eriko no "Studio Tanbô" (カメラマン絵理子の「スタジオ探訪」)) |  |